# Lothárd
Lothárd is een plaats (község) en gemeente in het Hongaarse comitaat Baranya. Lothárd telt 269 inwoners (2001).